# Ruairaidh mac Domnall
Ruairaidh mac Domnaill Mormaer de Moray vers 950.

## Origine
Ruairaidh mac Domnaill descendait selon la liste généalogique du Genelach Rig n-Alban à la quatrième génération de Ruairaidh fils cadet du roi de Dalriada Ainbcellach mac Ferchair et à la quatorzième génération de Loarn mac Eirc le fondateur du Cinél Loairn :
 Ruaidri m Domnaill m Morggain m Cathamail m Ruaidri m Ainbcellaich m Ferchair Fota m Feradaich m Fergusa m Nechtain m Colmain m Baetain m Echdach m Muiredaich m Loairn mac Eircc.

## Postérité
Selon Alex Woolf il est le fondateur du « Clann Ruaidri » qui dispute le royaume d'Alba aux descendants de Cináed mac Ailpín; les « Clann Custantin meic Cináeda » & « Clann Aeda meic Cináeda » . Il a pour successeurs ses fils : Maelbrigte mac Ruairaidh et Findláech mac Ruairaidh. Il serait également le père du Domnall mac Ruaidraih cité dans le « Book of Deer » comme co-bienfaiteur de l'Abbaye conjointement avec un certain Mael Coluim mac Cuilen.

## Sources
- (en) Alex Woolf « The "Moray Question" and the Kingship of Alba in the Tenth and Eleventh Centuries » The Scottish Historical Review  Volume LXXIX 2 n°208 october 2000 p. 145-164.